# Археологический музей Керамика
Археологический музей Керамика — археологический музей в Афинах, расположенный на территории участка кладбища Древних Афин, в так называемом внешнем Керамике.

## Общая информация
Музей Керамика построен в 1937 году по проекту архитектора И. Иоанниса на пожертвования Густава Оберлендера. В 1960 музей расширили при финансовой поддержке братьев Берингер. Музей расположен на улице Эрму, 148, недалеко от улицы Пирея.
Это довольно простое в архитектурном отношении сооружение, квадратное в плане и снаружи окруженное крытой галереей. Внутри расположены 4 выставочных зала, окружающих внутренний двор, обустроенный как небольшой сад оливковых деревьев и кустов лавра. В первой комнате и атриуме выставлены скульптурные экспонаты, которые охватывают все периоды античности. Остальные три комнаты представляют собрание древнегреческой керамики, украшения, предметы быта и т.д., найденные на кладбище Керамика, а значит, представляют классическую эпоху Афин. Экспонаты Археологического музея Керамика - погребальные атрибуты, найденные исследователями немецкого археологического института при раскопках древнеафинского кладбища Керамик на богомолье 38 500 м2.
Под выставочным комплексом расположены склады и ремонтная мастерская, поскольку археологические исследования на участке Керамик продолжаются и сейчас.

## Наиболее известные экспонаты
Некоторые из наиболее важных экспонатов музея Керамика:
- центральный экспонат атриума - Бык Дионисия, сына Альфина.
- амфора периода ранней Геометрики, датированная 860 - 840 годами до нашей эры.
- чернофигурный лекиф, корпус которого украшен фигурой Диониса в сопровождении двух сатиров. Приписывается вазописцу Амасису и датируется около 550 до н. э
- мраморный сфинкс, что венчал архаическую погребальную стелу, датируется 550 - 540 до н.э.
- так называемый наиск Амфитриты с мраморным рельефом и изображением самой Амфитриты, зажиточной афинянки, со своим внуком. Датируется 430 - 420 годами до нашей эры.
- краснофигурная гидрия, украшенная многофигурной композицией, расписанная Мидией. Датируется 430 до нашей эры.
- мраморный наиск Дексилея, датированный 394 - 393 гг. до н. э

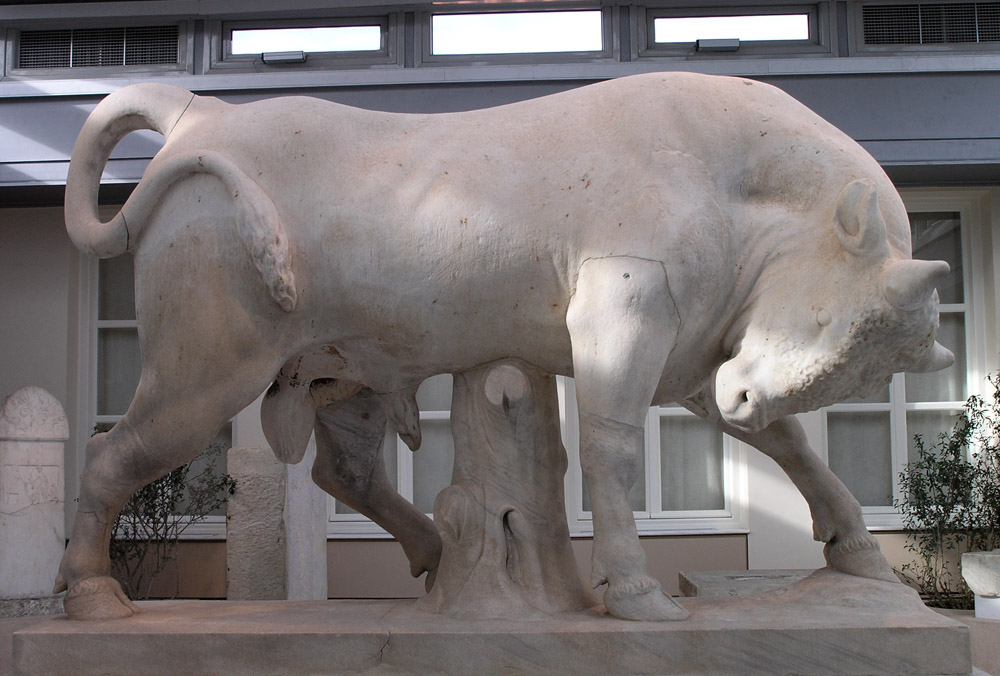
Бык Дионисия, сына Альфина
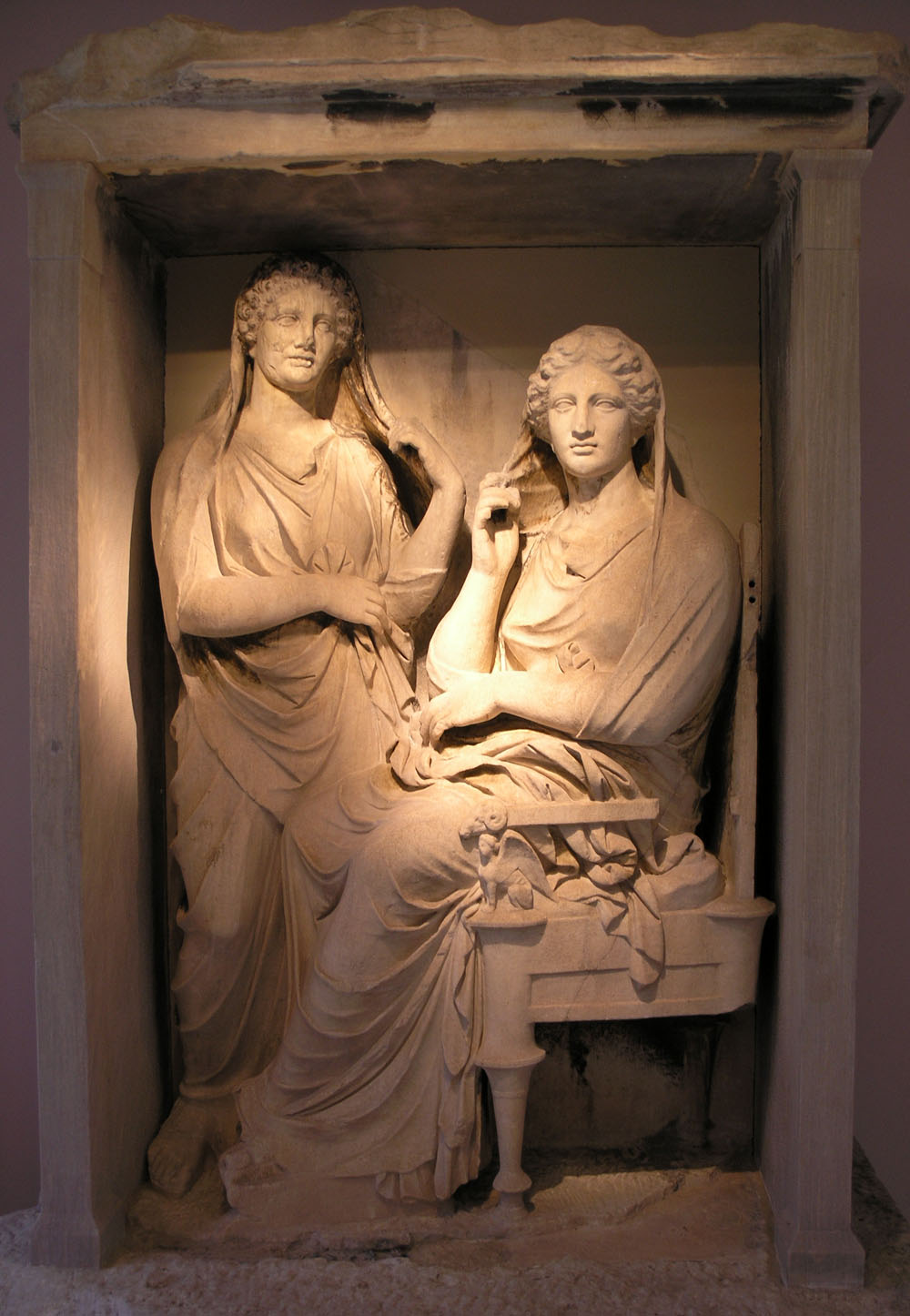
Наиск афинянок Деметры и Памфилы
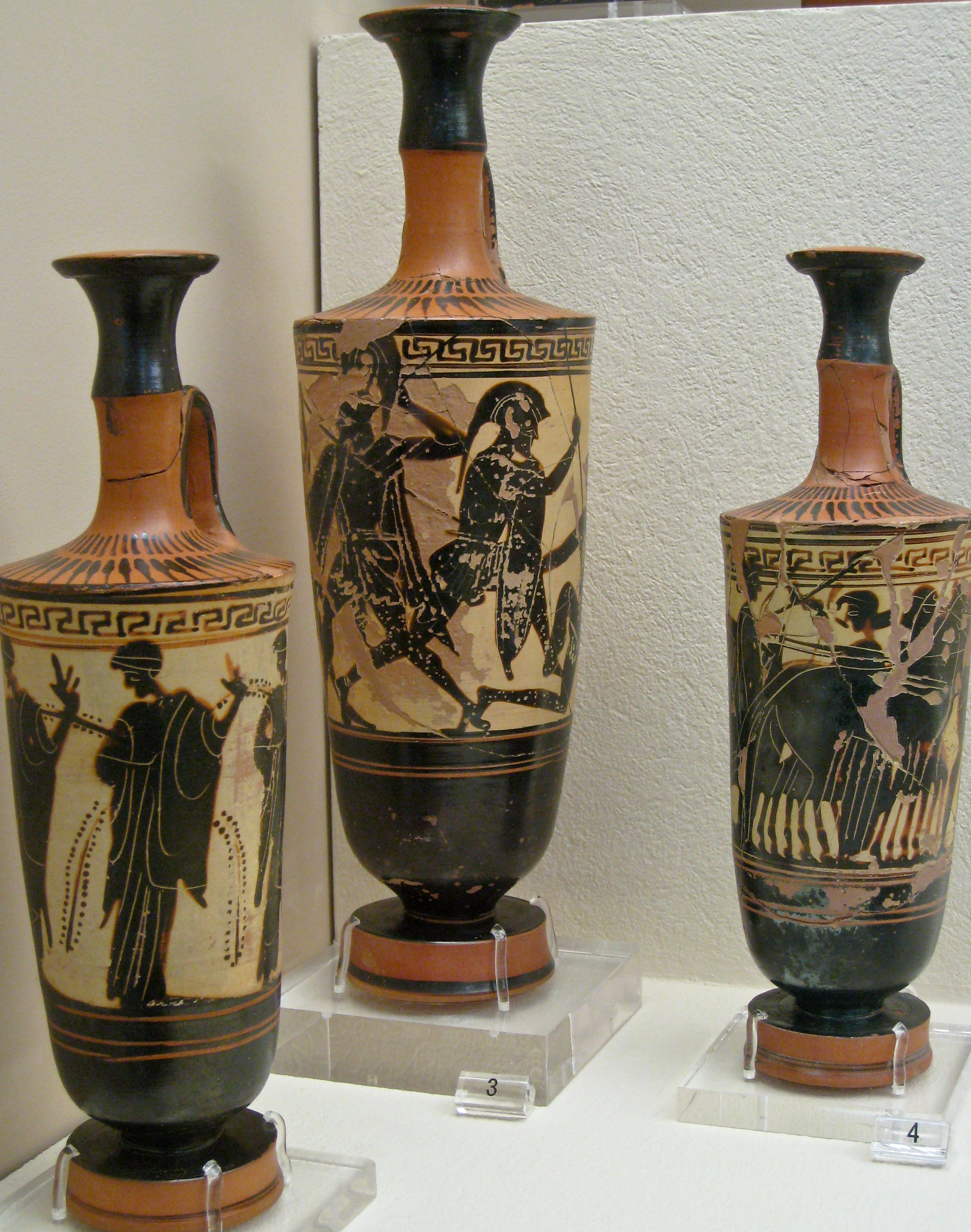
Чернофигурный лекиф
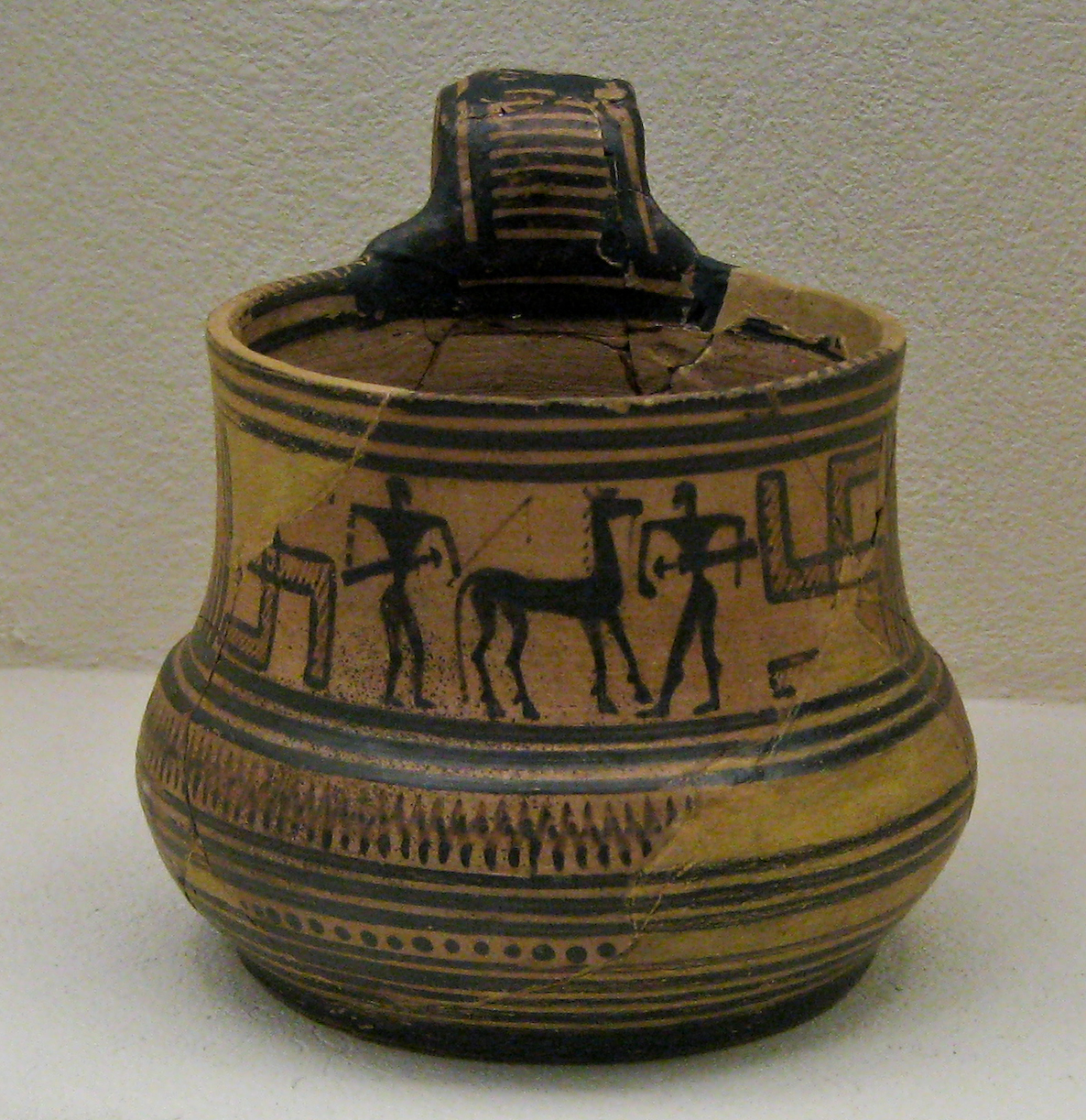
Ойнохойя из геометрической вазописи